# Karnak
Karnak (al-Karnak,الكرنك, "ciudad fortificada", llamada en el Antiguo Egipto Ipet sut, "el lugar más venerado") es el nombre de una pequeña población de Egipto, situada en la ribera oriental del río Nilo, al norte de Luxor, la zona de la antigua Tebas, que albergaba el complejo religioso más importante del Antiguo Egipto.
Forma parte del conjunto denominado Antigua Tebas con sus necrópolis, declarado Patrimonio de la Humanidad por la Unesco en 1979.
Es el conjunto de templos más grande de Egipto.
| i | p · t | Y1V | st | st | st | t · O49 |

| i | p · t | Y1V | st | st | st | t · O49 |

## Complejo de templos de Karnak

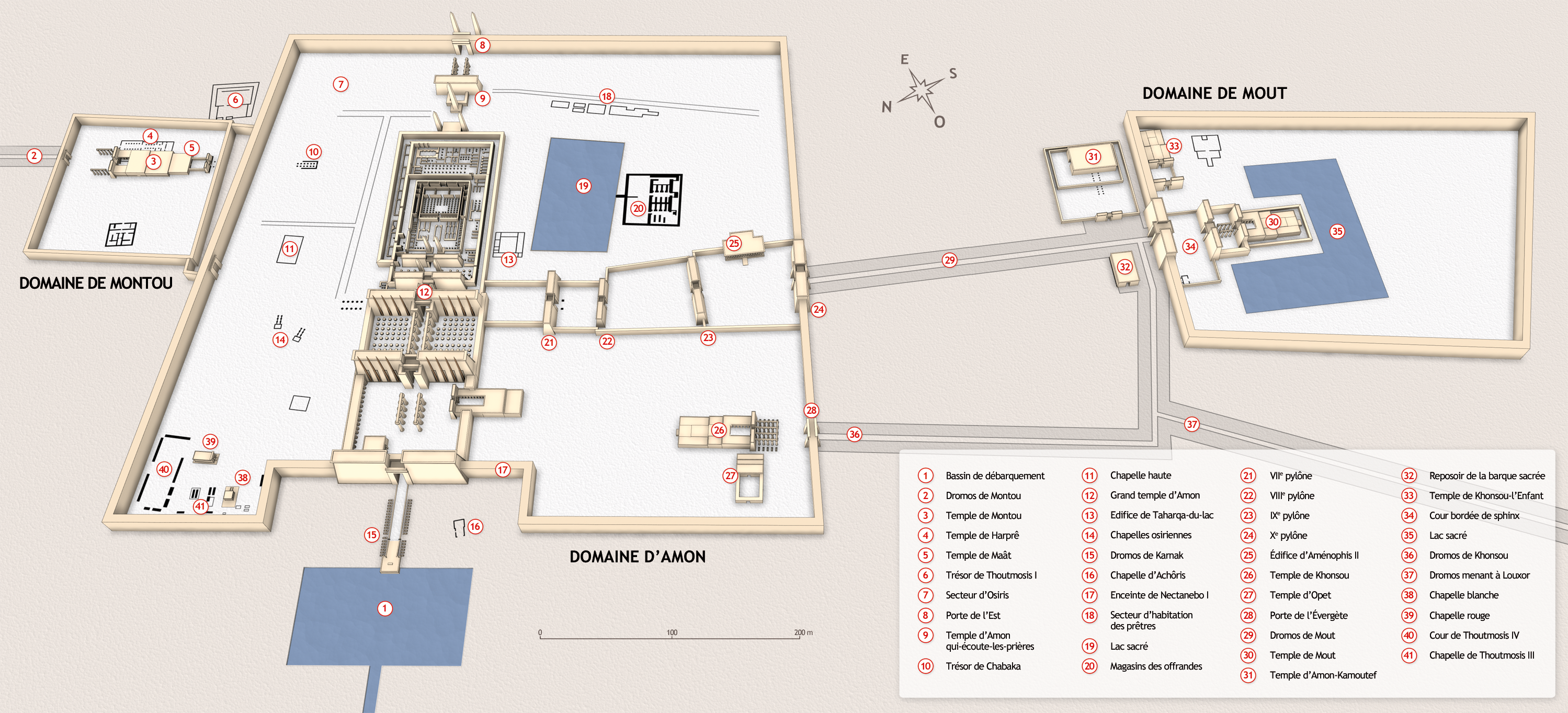
Mapa del complejo religioso de Karnak.

Durante siglos, este lugar fue el más influyente centro religioso egipcio. El templo principal estaba dedicado al culto del dios Amón, pero como en otros templos egipcios también se veneraba a otras divinidades.
El complejo de templos de Karnak lo componen:
- el recinto de Amón-Ra,
- el recinto de Montu,
- el recinto de Mut,
- el templo de Jonsu,
- el templo de Opet,
- el templo de Ptah.

Había asimismo un lago sagrado, numerosos templetes y capillas de menor tamaño, y múltiples estancias y almacenes situados dentro de los muros que circundaban el recinto principal.
La diferencia principal entre el templo de Amón en Karnak, que Diodoro de Sicilia afirma ser el más antiguo de Tebas, y la mayoría de los templos egipcios es el tiempo y esfuerzo empleados en su construcción y posteriores ampliaciones. Unos treinta faraones contribuyeron con sus edificaciones, convirtiendo al complejo en un conjunto que, por su tamaño (unas treinta hectáreas), no se había conocido jamás.

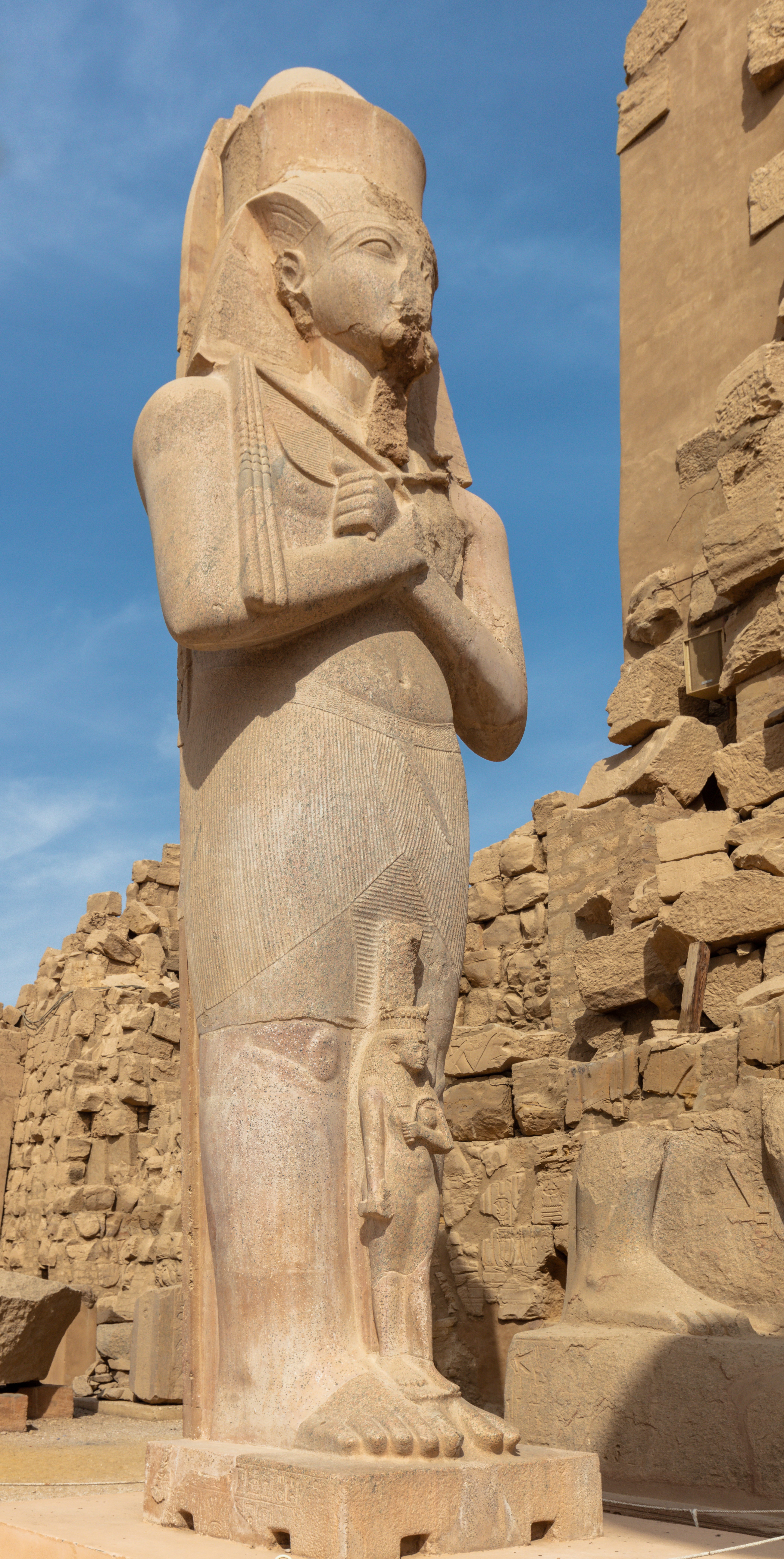
Estatua de Pinedyem I en el primer patio del templo de Amón

La entrada, entre dos inmensos pilonos, está precedida por un dromos ("camino del dios") o avenida de esfinges, con cabeza de carnero, símbolos del dios Amón. Se accede a un gran patio porticado, donde se encuentra, a la izquierda, un templete del faraón Seti II, una de las columnas de Taharqo y la monumental estatua de Pinedyem I; a la derecha, el templo de Ramsés III, al frente, la sala hipóstila, y un poco más al fondo, los obeliscos de Thutmose I y Hatshepsut; después hay una serie de estancias, con patios menores, y el santuario, a los que sólo tenían acceso el faraón y los sacerdotes.
La sala hipóstila de Karnak es una de las partes más singulares del conjunto religioso. Con 23 metros de altura, es un espacio arquitectónico cuya cubierta está sustentada por 134 gigantescas columnas que son más altas en las dos filas centrales, conformando un gran pasillo, cuya disposición posibilita iluminar desde el eje de la sala. Como material se utilizó la piedra, tallada en bloques que conforman los tambores de las columnas. Estas sustentaban en basas y terminaban en gigantescos capiteles papiroformes y campaniformes, sobre los cuales se apostaban enormes dinteles que sostenían una cubierta adintelada. Los fustes de tan colosales columnas se encontraban decorados con relieves polícromos, encargados de complementar la grandiosidad del lugar sagrado.
En el antiguo Egipto, la construcción de los templos se iniciaba siempre por el santuario, lo que significa que Karnak se comenzó por el centro y se terminó de construir por las entradas al recinto. Todo el conjunto estaba ricamente decorado y pintado en vivos colores.
Después de las pirámides de Guiza, es el segundo lugar más visitado de Egipto.

## El templo de Amón-Ra en Karnak

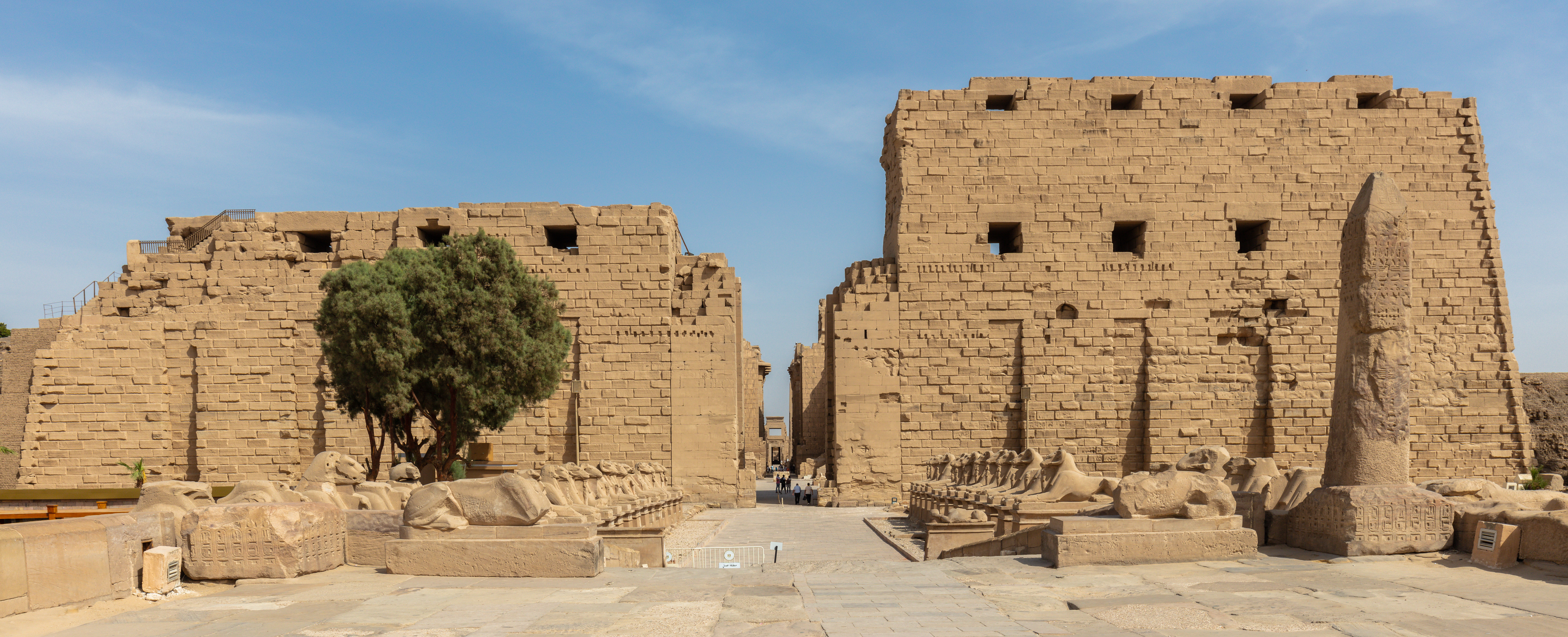
Avenida de las esfinges, uno de los dromos del templo de Karnak

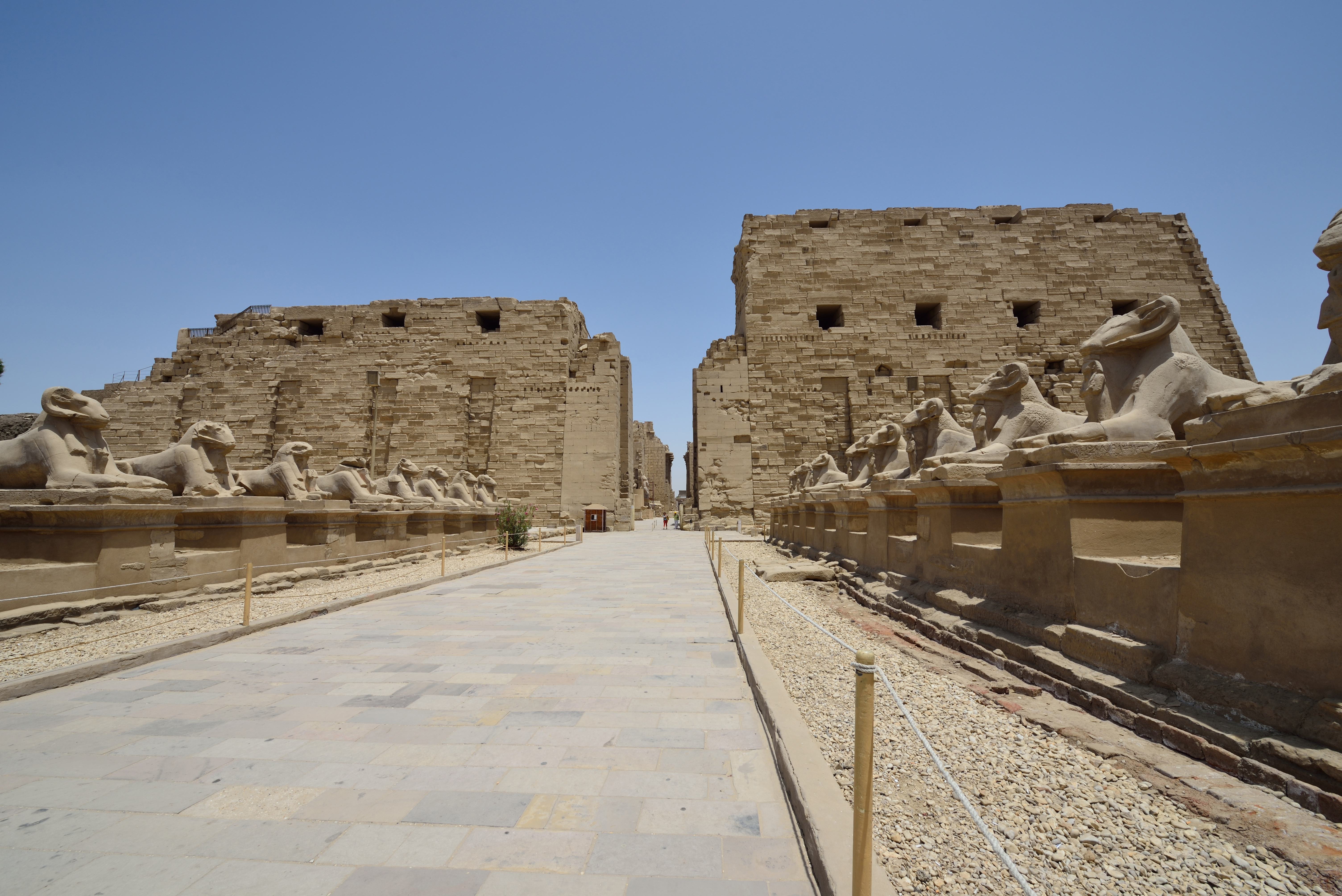
Avenida de las esfinges.

Está formado por dos partes, una más antigua y otra más reciente. Se fueron añadiendo salas, patios y pilonos con un claro carácter monumental. Tiene un eje perpendicular al río, que es el principal, y otro paralelo, que son añadidos. Hay un canal procedente del Nilo, delante del cual había un embarcadero al que se llegaba por dos rampas, una de cada lado, y delante del canal había un embalse. Del embarcadero al primer pilono existía una avenida de esfinges con cuerpo de león y cabeza de carnero. Ese primer pilono, llamado pilono I, muestra 4 agujeros a cada lado en los que se encajaban los mástiles de madera de cedro revestidos de cobre para las banderolas de días de fiesta. En la parte de arriba tenía 4 pequeños orificios que servían para que salieran 4 argollas de cada lado que sujetaban los mástiles. Este pilono, junto con los dos lados laterales que les siguen, fueron obra de la dinastía XXII del faraón Sheshonk I. Ambos no se terminaron y por ello este pilono no tiene relieves. 

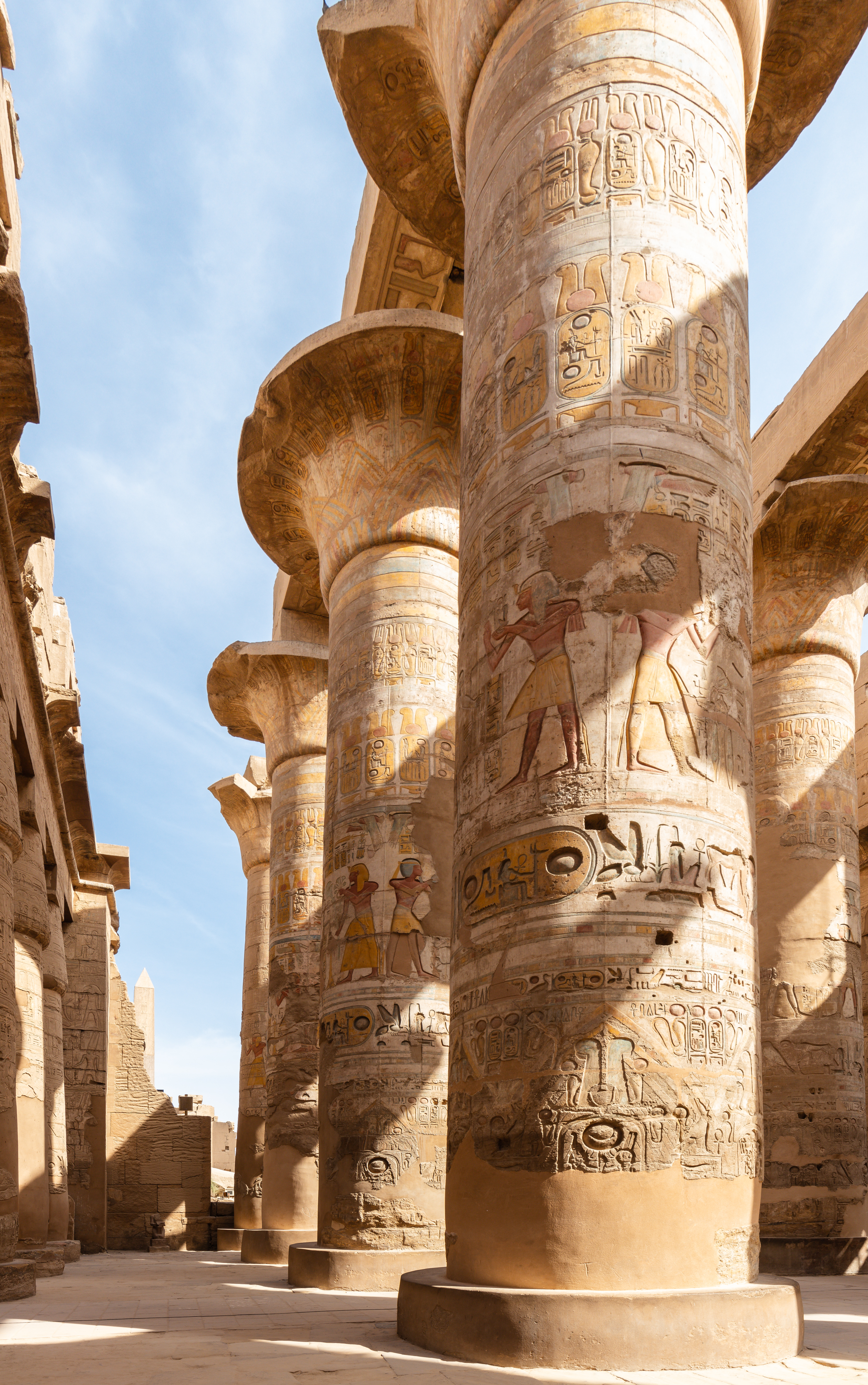
La sala hipóstila

Detrás del primer pilono está el gran patio del palacio. Es un patio porticado en todos sus lados. Dentro hay numerosas construcciones diferentes de finales de la dinastía XVIII y de la dinastía ptolemaica. Es el más grande de todos los patios egipcios. En el norte tiene 18 columnas con capiteles papiriformes cerrados y el lado sur está formado por 9 columnas iguales cortadas por el templo reposadero de Ramsés III. Del otro lado del templo está el pórtico de los bubastitas formado por dos columnas y dos pilares. En el centro estaba el templo de Taharqa, que era donde se colocaba la barca procesional. Este era de una sola sala con una columna de gran altura con capitel campaniforme. Al lado del pilono 1 está el templo de Seti II. Este tiene 3 habitaciones independientes. Era para colocar las tres barcas en momentos solemnes, situando la de Khonsu al este, la de Mut al oeste y la de Amón en el centro. 
Aquí edificó Ramsés III un templo simple mucho más grande que lo demás. A este se llegaba por una pequeña avenida de esfinges con dos pilonos de entrada; detrás, un patio porticado con pilares osiriacos; luego una sala hipóstila sencilla con una nave central más alta y ancha con claristorios en la diferencia de altura. En el Sancta Sanctorum se colocaban las barcas.
Delante del pilono II, ligeramente más pequeño que el primero, hay un pórtico con dos colosos del faraón Ramsés II de los que solo se conserva el de la derecha. Estas colosales figuras del faraón eran de granito rosa. 
Este pilono y el patio que lo precede son obra de Horemheb. Este fue un jefe del ejército que se convirtió en Faraón. Comenzó la nave central de la sala hipóstila, que es una de las más grandes construcciones del arte egipcio, comprendido entre el II y el III pilono. Esta sala está compuesta por 134 columnas. La nave central tiene 12 columnas con capiteles campaniformes, con claristorios en la diferencia de altura. Las naves laterales, muy estrechas, estaban formadas por capiteles lotiformes. Los fustes de las columnas estaban cubiertos con relieves y escultura jeroglífica. Las naves laterales las hizo Horemheb y la central Amenofis III, que construyó también el III pilono cerrando la sala hipóstila. 
Tras el III pilono hay un patio que une los dos espacios. Este gran patio se creó como separación de los III y IV pilonos y tenía 4 obeliscos de granito rosa de los que se conserva uno. 
Se conservan dos estatuas hechas por Tutankamon de Amón y Amonet en arenisca roja. Seguidos de ese patio está el santuario del arca. Ha sido reconstruido su techo y se han podido recuperar restos de la policromía que revestía sus paredes. Seguido hay un patio con restos del templo de Amón construido en el imperio medio y reformado por Hatshepsut. 

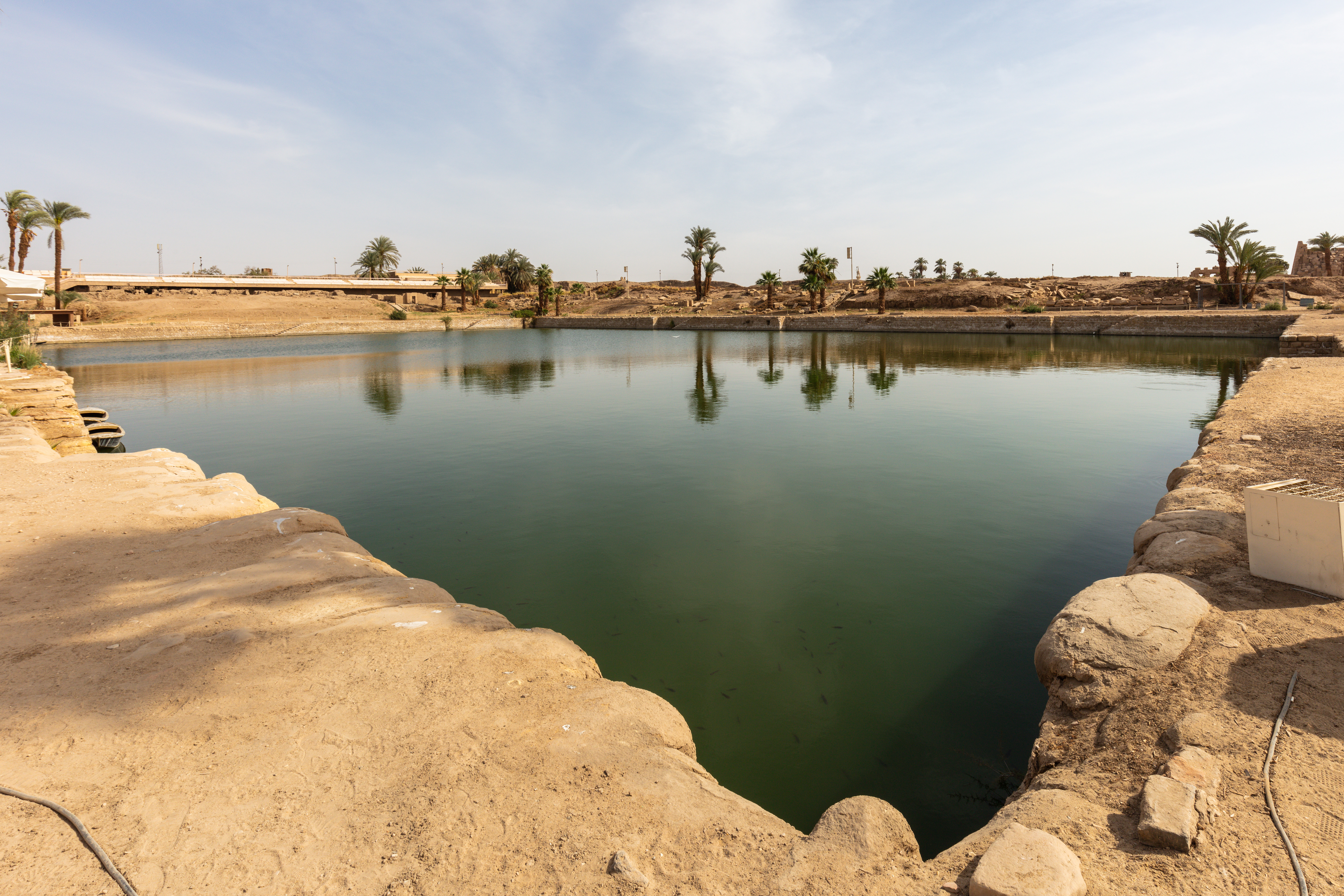
Lago sagrado del recinto de Amón-Ra.

Esta construyó en otro lugar una especie de sala que se llamaba de los festivales. Luego Tutmosis III lo destruyó y construyó otra sala de festivales. A este se entra por la derecha. Delante de la puerta había un coloso y tenía una especie de escalinatas que accedían al interior. Cuando entrabas había unas habitaciones para el templo. La sala central es más alta que la nave lateral, muy curiosa ya que rodea toda la nave central estructurada con columnas. Esta nave está apoyada en pilares. 
Después se pasa a la habitación del jardín botánico, formada por 4 enormes columnas papiriformes y los relieves de esta sala nos hablan de su paraíso, que era un jardín de recreo con plantas y aves importantes y curiosas. Ellos quieren traer estas especies para que se adapten al Nilo. Finalmente está el Sancta Sanctorum, donde estaba la estatua de oro de Amón, de uso privado. El templo fue construido desde aquí hasta el final. 
El lago sagrado para unos era un lugar donde se paseaban las barcas sagradas y para otros era una piscina donde se purificaban los sacerdotes. La teoría más acertada es que se criaban allí unas ocas de Meydum para su sacrificio, muy representadas en la pintura egipcia. La escalera que baja hasta la piscina es llamada escalera de las ocas. A partir del pilono IV se comunicaba por un patio del escondrijo con el Pilono VII, obra de Tutmosis III, con el VIII obra de Hatshepsut, el IX de Horemheb y el X de Amenofis III. 
Estaba la llamada Avenida de las esfinges con cabeza del faraón Amenofis III y cuerpo de león. Esta se extendía 2 km, atravesando así Tebas, y unía este templo con el de Luxor sobre todo en las festividades importantes como el opet.

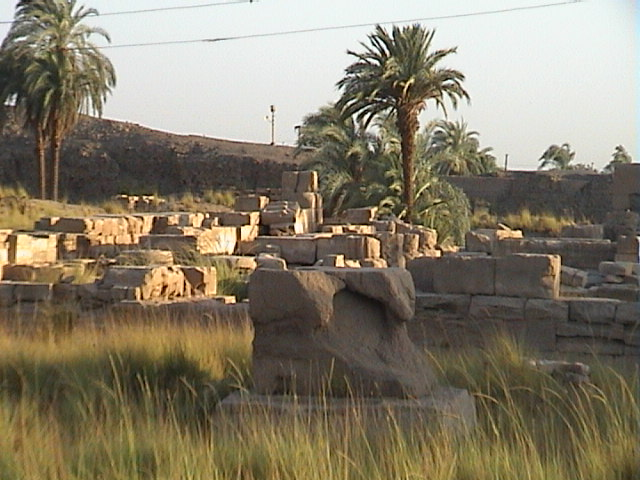
Ruinas del recinto de Montu.

## Recinto de Montu
Este recinto, el más pequeño de Karnak, dedicado a Montu, dios de la guerra e hijo de Mut y de Amón-Ra. Está situado al norte del de Amón-Ra. Sus principales edificios son el templo de Montu, contiguo al templo de Harpócrates y al templo de Maat.

## El yacimiento de Mut
Este lugar estaba dedicado a la diosa madre, Mut, que pasó a ser identificada como la esposa de Amón-Ra en la tríada tebana de la dinastía XVIII. Se encuentra al sur del nuevo complejo de Amón-Ra. Tiene varios templos pequeños asociados y posee su propio lago sagrado construido en forma de luna creciente. Este templo fue destruido y muchas de sus partes se utilizaron para otras estructuras. Tras los trabajos de excavación y restauración realizados por un equipo de la Universidad Johns Hopkins dirigido por Betsy Bryan, el yacimiento de Mut se abrió al público. En el patio de su templo se encontraron 600 estatuas de granito negro. Es posible que ésta sea la parte más antigua del yacimiento.
En 2006, Bryan presentó los resultados de su festival, que incluían un evidente abuso intencionado de alcohol. A la fiesta asistían sacerdotisas y la población. Hay testimonios históricos que hablan de decenas de miles de asistentes. Estos hallazgos se produjeron en el templo de Mut porque, a medida que Tebas ganaba más protagonismo, Mut absorbió a las diosas guerreras, Sekhmet y Bast, como algunos de sus aspectos. Primero Mut se convirtió en Mut-Wajet-Bast, luego en Mut-Sekhmet-Bast (Wajet se fusionó con Bast), después Mut también asimiló a Menchit, otra diosa leona, y esposa de su hijo adoptivo, convirtiéndose en Mut-Sekhmet-Bast-Menchit y finalmente en Mut-Nejbet.
Las excavaciones del templo de Luxor revelaron un "pórtico para beber" construido en el templo por la faraona Hatshepsut en el apogeo de su reinado de veinte años. En un mito posterior creado en torno a la fiesta anual de la bebida de Sekhmet, Ra, por entonces dios del sol del Alto Egipto, la creó a partir de un ojo de fuego recibido de su madre para destruir a los mortales que habían conspirado contra él (Bajo Egipto)

## Templo de Amenhotep IV
El templo que Akenatón (Amenhotep IV) construyó aquí estaba situado al este del complejo principal, fuera de los muros del recinto de Amón-Ra. Fue destruido inmediatamente después de la muerte de su constructor, que había intentado vencer al poderoso sacerdocio que se había hecho con el control de Egipto antes de su reinado. Su demolición fue tan completa que se desconoce toda su extensión y distribución. El sacerdocio de ese templo recuperó su poderosa posición en cuanto murió el faraón, y contribuyó decisivamente a destruir muchos registros de su existencia.

## Construcción
Durante el reinado de Intef II (2118 a. C. - 2069 a. C) de la dinastía XI , comenzaron las obras del templo de Amón en Tebas, donde se alza la actual Karnak. En su origen modesto, fue ampliado por los gobernantes del Reino Medio (1991 a. C. -  1668 a. C.), pero será con el Reino Nuevo (1570 a. C. - 1085 a. C), que su remodelación y engrandecimiento alcanzará el carácter de complejo con tres secciones, convirtiéndolo en uno de los lugares de culto más ricos y espectaculares de la antigüedad, en el que los arqueólogos han catalogado más de doscientas estructuras.
Los faraones que contribuyeron a su desarrollo básico durante la Dinastía XVIII fueron Tutmosis I (1504 a. C. - 1492 a. C.), la reina Hatshepsut (1490 a. C. - 1468 a. C.) y Tutmosis III (1479 a. C. - 1425 a. C.). Su trabajo fue continuado en una escala aún mayor por los faraones Seti I (1294 a. C. - 1279 a. C.) y Ramsés II (1279 a. C. – 1213 a. C.) de la Dinastía XIX.

## Conocimiento europeo de Karnak
La ubicación exacta de Tebas era desconocida en la Europa medieval, aunque tanto Heródoto como Estrabón dan la ubicación exacta de Tebas y la distancia que hay que recorrer por el Nilo para llegar a ella. Los mapas de Egipto, basados en la gigantesca obra de Claudio Ptolomeo del siglo II Geographia, circulaban por Europa desde finales del siglo XIV, y en todos ellos aparecía la ubicación de Tebas (Diospolis). A pesar de ello, varios autores europeos de los siglos XV y XVI que sólo visitaron el Bajo Egipto y publicaron sus relatos de viaje, como Joos van Ghistele y André Thévet, sitúan a Tebas en o cerca de Menfis.

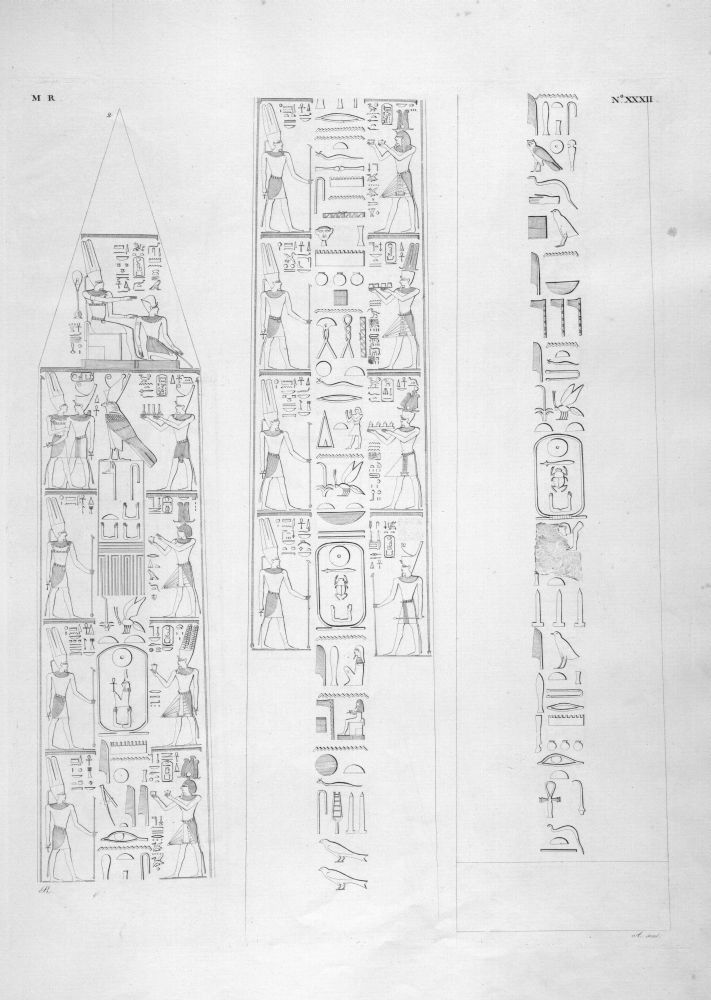
Hieroglifos del gran obelisco de Karnak, transcritos por Ippolito Rosellini en 1828

El complejo de templos de Karnak fue descrito por primera vez por un veneciano desconocido en 1589, aunque su relato no da ningún nombre al complejo. Este relato, conservado en la Biblioteca Nazionale Centrale di Firenze, es la primera mención europea conocida, desde los antiguos escritores griegos y romanos, sobre toda una serie de monumentos del Alto Egipto y Nubia, entre los que se encuentran Karnak, el templo de Luxor, los Colosos de Memnon, Esna, Edfu, Kom Ombo, [[File (Egipto>)|Philae]], y otros.
Karnak ("Carnac") como nombre de población, y nombre del complejo, se atestigua por primera vez en 1668, cuando dos hermanos misioneros de la capuchinos, Protais y Charles François d'Orléans, viajaron por la zona. Los escritos de Protais sobre su viaje fueron publicados por Melchisédech Thévenot (Relations de divers voyages curieux, ediciones 1670-1696) y Johann Michael Vansleb (El estado actual de Egipto, 1678).

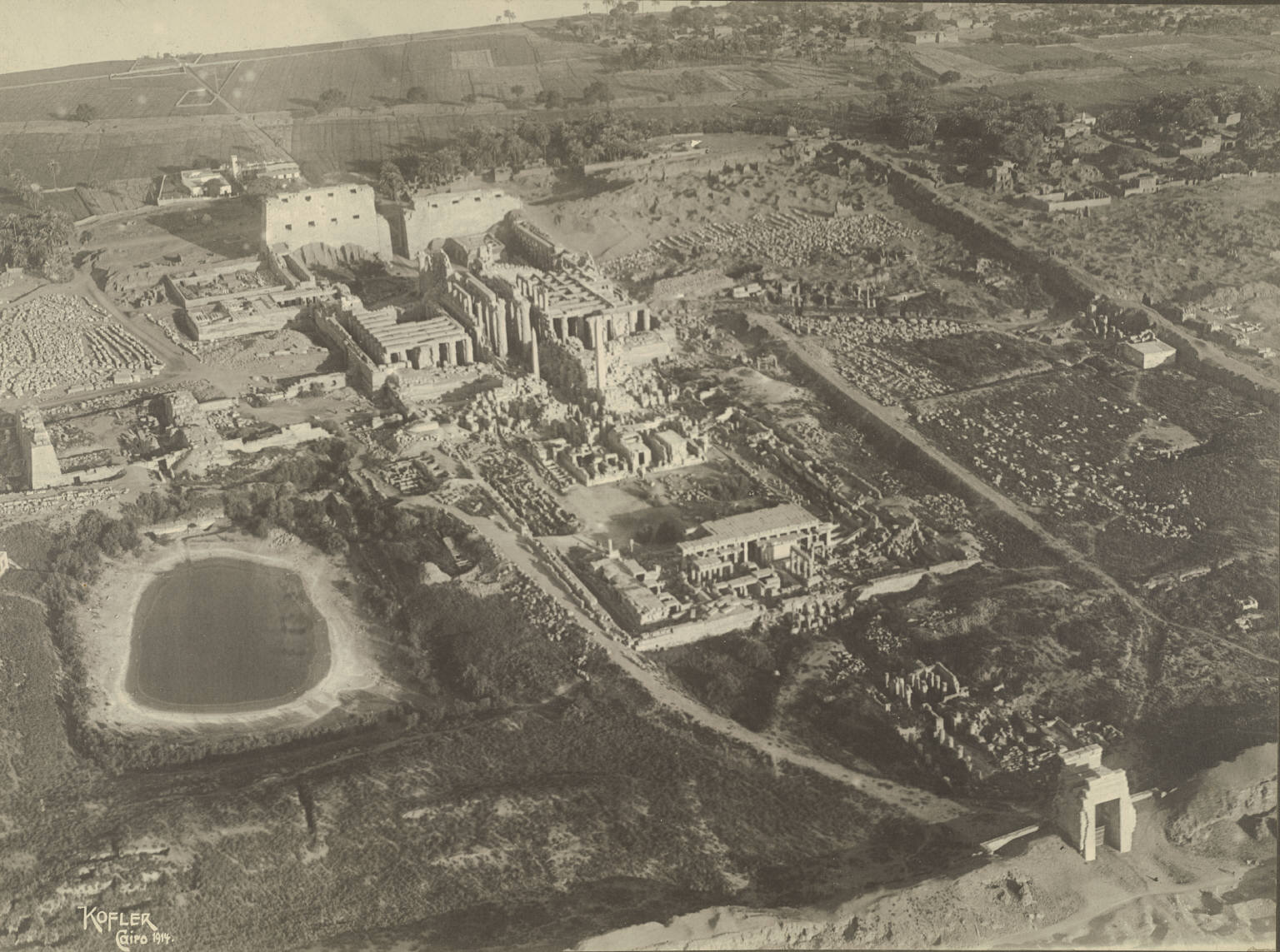
Fotografía del complejo de templos tomada en 1914, Cornell University Library

El primer dibujo de Karnak se encuentra en el relato de viaje de Paul Lucas de 1704, (Voyage du Sieur Paul Lucas au Levant). Es bastante inexacto y puede resultar bastante confuso para los ojos modernos. Lucas viajó a Egipto durante 1699-1703. El dibujo muestra una mezcla del Recinto de Amón-Re y el Recinto de Montu, basado en un complejo confinado por las tres enormes puertas tolemaicas de Ptolomeo III Euergetes / Ptolomeo IV Filopator, y el enorme 113 m de longitud, 43 m de altura y 15 m de grosor, Primer Pilón del Recinto de Amón-Re.
Karnak fue visitado y descrito sucesivamente por Claude Sicard y su compañero de viaje Pierre Laurent Pincia (1718 y 1720-21), Granger (Tourtechot) (1731), Frederick Louis Norden (1737-38), Richard Pococke (1738), James Bruce (1769), Charles-Nicolas-Sigisbert Sonnini de Manoncourt (1777), William George Browne (1792-93), y finalmente por varios científicos de la expedición de Napoleón, entre ellos Vivant Denon, durante 1798-1799. Claude-Étienne Savary describe el complejo con bastante detalle en su obra de 1785; sobre todo, teniendo en cuenta que se trata de un relato ficticio de un viaje ficticio al Alto Egipto, compuesto a partir de información de otros viajeros. Savary visitó el Bajo Egipto en 1777-78 y también publicó una obra sobre ello.